# Змей (рэпер)
Змей (настоящее имя — Анто́н Серге́евич Мише́нин; род. 21 января 1982, Ростов-на-Дону) — российский рэп-исполнитель, автор текстов. Участник рэп-группы «Каста». Бывший участник групп «Западный сектор» и «Грани», входивших в состав «Объединённой касты». Является одним из «десяти самых перспективных рэперов страны» по версии Rap.ru (2006).

## Биография
Антон Мишенин родился 21 января 1982 года в Ростове-на-Дону. Родители хотели, чтобы он стал спортсменом: начиная с шести лет он посещал множество различных спортивных секций, но ни один вид спорта не привлёк его. Осенью 1992 года в пятом классе Антон открыл для себя баскетбол, начал активно им заниматься, посвятил ему 6 лет, участвовал во многих соревнованиях, но спустя несколько лет оставил занятия, когда поступил в университет в 1997 году.
В 1996 году в возрасте 14 лет Антон приобрёл из‑за понравившейся обложки аудиокассету с дебютным альбомом американского рэпера Mack 10. После прослушанного вместе со своим соседом стал исполнять рэп в виде фристайла, либо зачитывал стихи Марша́ка. А после написал свой первый текст, который начинался со строчек «Бабки на улицах торгуют кабачками/Зеленью, морковкой и тапочками». В 1997 году Антон достал кассету с альбомом Снуп Догга Doggystyle, который ему понравился, и в результате Догг стал его любимым рэп-исполнителем. В школе Антона даже в шутку называли «Снупом», с этим прозвищем он и закончил школу. Однако после того, как он услышал дебютный альбом Enter the Wu-Tang (36 Chambers) группы Wu-Tang Clan, он «потерял голову» и решил попробовать записать свой голос на плёнку. Таким образом он нашёл маленький микрофон и дуэтом с соседом записал на магнитофон свою первую песню. Тогда же впервые услышал ростовскую рэп-группу «Психолирик» и был настолько впечатлён, что стал мечтать о том, что выступить вместе с ней на одной сцене.
В октябре 1998 года стал участником рэп-группы «Западный сектор» (Кактус, Дигер, Гайчик, Змей), входившей в «Объединённую касту». В январе 1999 года «Западный сектор» записал первый трек «Песня без темы», который лидировал в хит-параде рэп-программы «Хип-хопа мир» на радио в Луганске. Весной 1999 года Кактус и Змей приняли участие в записи трека «Трёхмерные рифмы» (Шым, Кактус, Влади, Змей, Хамелеон). 2 июля 1999 года объединение «Каста» выпустило на ростовском лейбле Duncan Records альбом-сборник «Трёхмерные рифмы», в который вошли «Песня без темы» и «Трёхмерные рифмы». В октябре «Западный сектор» выступил вместе с «Кастой» в ростовском Дворце спорта на семилетии «Радио 103». В 2000 году группа выступала на мероприятиях Hip-hop party в ростовском клубе Команчеро в ДК «Энергетик», а в июне отыграла концерт в Краснодаре на Streetball 2000. Весной 2000 года Змей и Кактус записали трек «Летопись», который попал на альбом «В полном действии» от «Объединённой касты» 22 октября 2000 года.
Летом 2000 года из-за небольших разногласий с Кактусом Змей покинул «Западный сектор» и пополнил состав рэп-группы «Грани» (Тёмный, Тигра, Змей). Визитной карточкой группы стала песня «Мелодрама», написанная на основе реальных событий в 2001 году в поезде в нетрезвом состоянии. Осенью 2002 года песня была отобрана для сборника «Rap прорыв № 4» с целью дальнейшего участия на фестивале Rap Music, однако туда группа не попала. 3 февраля 2003 года в эфире программы «Серебро» на радио «Эхо Москвы» Влади презентовал трек «Лживые суки» группы «Грани» (из «Объединённой касты»), записанный в Ростове летом 2001 года (рэп: Змей, музыка — Кактус, биты — Влади). Трек посвящён рэп-объединению «Bad B. Альянс». В составе «Граней» выпустил макси-сингл «Алкоголики» (22 ноября 2003 года) и альбом «Кипеш» (22 декабря 2005 года). В последний раз выступил с группой «Грани» на презентации альбома «Кипеш» в Ростове 25 марта и 15 апреля 2006 года, после чего покинул коллектив и выступил с сольным концертом в Москве 21 мая 2006 года.
В 2002 году окончил геолого-географический факультет РГУ, по своей специальности (инженер-геолог) отработал полгода, бурил в Калмыкии скважины.
В сентябре 2005 года Змей поучаствовал в записи песни «Касты» «Капсулы скорости» (заглавная тема компьютерной игры Lada Racing Club), видеоклип на которую был снят с 17 по 19 октября и презентован в Интернете 1 марта 2006 года. В 2006 году стал участником группы «Каста» и принял участие в записи альбома «Быль в глаза» (2008). Впервые выступил в составе группы «Каста» на живом инструментальном концерте в сопровождении ансамбля из шести музыкантов в московском клубе «Икра» 6 октября 2006 года. В 2007 году запись концерта вышла на CD и DVD-носителях, в буклете которых Змей был представлен как четвёртый эм си группы.
С 2008 по 2010 год записал совместно с Хамилём в Ростове-на-Дону альбом «ХЗ» (2010).
7 октября 2013 года выступил в программе «Вечерний Ургант» вместе с певицей Ёлкой с премьерой песни «У неба есть мы», которая стала официальным гимном эстафеты олимпийского огня «Сочи 2014».
В марте 2022 года из-за публичного осуждения российского вторжения на Украину концерты «Касты» начали отменять, а саму группу внесли в список запрещённых артистов, чьи концерты являются «нежелательными» в России. Для продолжения концертной деятельности Змей был вынужден покинуть Россию и эмигрировал в Турцию в конце года.

## Критика
В 2006 году вошёл в список «десяти самых перспективных рэперов страны» по версии Rap.ru.

## Личная жизнь
В сентябре 2005 года женился, а через год, 22 сентября 2006 года, у пары родился сын Артём.
4 сентября 2014 года женился на Алине Слонской. 29 января 2015 года у них родился сын Аким[уточнить], а 9 февраля 2020 года - второй сын.

## Дискография
Совместные альбомы
- 2010 — «ХЗ» (совместно с Хамилём)

Мини-альбомы
- 2011 — «Жаз дуэт» (совместно с Жарой)

Синглы
- 2014 — «Маленький остров»
- 2014 — «Когда я пою регги» (совместно с Хамилём)

Альбомы в составе группы «Грани»
- 2003 — «Алкоголики»
- 2005 — «Кипеш»

Альбомы в составе «Объединённой касты»
- 1999 — «Трёхмерные рифмы» (в составе группы «Западный сектор»)
- 2000 — «В полном действии» (в составе групп «Западный сектор» и «Грани»)

Альбомы в составе группы «Каста»
- 2008 — «Быль в глаза»
- 2017 — «Четырёхглавый орёт»
- 2019 — «Об изъяне понятно»
- 2020 — «Чернила осьминога»
- 2021 — «Альбомба»
- 2024 — «Новинки зарубежного рэпа»

Синглы в составе группы «Каста»
- 2006 — «По приколу» (макси-сингл)
- 2014 — «На весь район» (сингл)
- 2014 — «Корабельная песня» (сингл)
- 2014 — «Россиянцы и американе» (сингл)

Участие
- 2002 — «Громче воды, выше травы» (альбом «Касты»)
- 2002 — «Что нам делать в Греции?» (альбом Влади)
- 2004 — «Феникс» (альбом Хамиля)
- 2004 — «Пока никто не умер» (альбом группы «Ю.Г.»)
- 2004 — «Арена» (альбом Сэта)
- 2005 — «Орион» (альбом группы «Триада»)
- 2005 — «Солнечное сплетение» (альбом Эйсика)
- 2006 — «Точка Росы» (альбом Нигатива)
- 2006 — «По приколу» (макси-сингл «Касты»)
- 2007 — «Встречи фатальные» (альбом Призрака (группа «Антанта»)
- 2009 — «Сухое горючее» (альбом «Песочных людей»)
- 2009 — «Завязал» (альбом Kamazz’а (группа 3NT)
- 2009 — «Машинопись» (трибьют группе «Машина времени»)
- 2010 — «Ты должен знать!» (альбом Бродяги aka SoundBro)
- 2010 — «Восклицания» (альбом Маринессы)
- 2011 — «Колесо — оба зрения» (альбом «Песочных людей»)
- 2012 — «Ясно!» (альбом Влади)
- 2012 — «Сок» (альбом Типси Типа)
- 2013 — «Фитиль» (мини-альбом группы «Чаян Фамали»)
- 2013 — «Заряжен» (альбом группы «TT»)
- 2014 — «Дом» (альбом группы «Сальто назад»)
- 2014 — «Нет мест краше» (альбом Вадяры Блюза)
- 2014 — «Центр циклона» (альбом ATL)
- 2014 — «Числа» (EP Нигатива)
- 2015 — «Сторона А/Сторона Б» (альбом группы «Каспийский груз»)
- 2016 — «Баста 5» (альбом Басты)
- 2019 — «4 U» (альбом Andy Panda)